# Murad (nome)
Murad (in arabo: مراد) è un nome proprio di persona arabo, urdu, azero e avaro maschile.

## Varianti
- Maschili: Mourad

### Varianti in altre lingue
- Bosniaco: Murat[1]
- Tataro: Marat[1]
- Turco: Murat[1]

## Origine e diffusione
Deriva dalla parola araba مراد (murad) che vuol dire "desiderio", "volontà"; è quindi affine, per significato, ai nomi Desiderio e Željko. Il nome venne portato dal figlio dell'imperatore Akbar, oltre che da diversi sultani ottomani.
Da Murad, tramite la variante Amurath, potrebbe derivare il nome Lamoral.

## Persone
- Murad I, sultano ottomano
- Murad II, sultano ottomano
- Murad III, sultano ottomano
- Murad IV, sultano ottomano
- Murad V, sultano ottomano
- Murad Bey, capo mamelucco

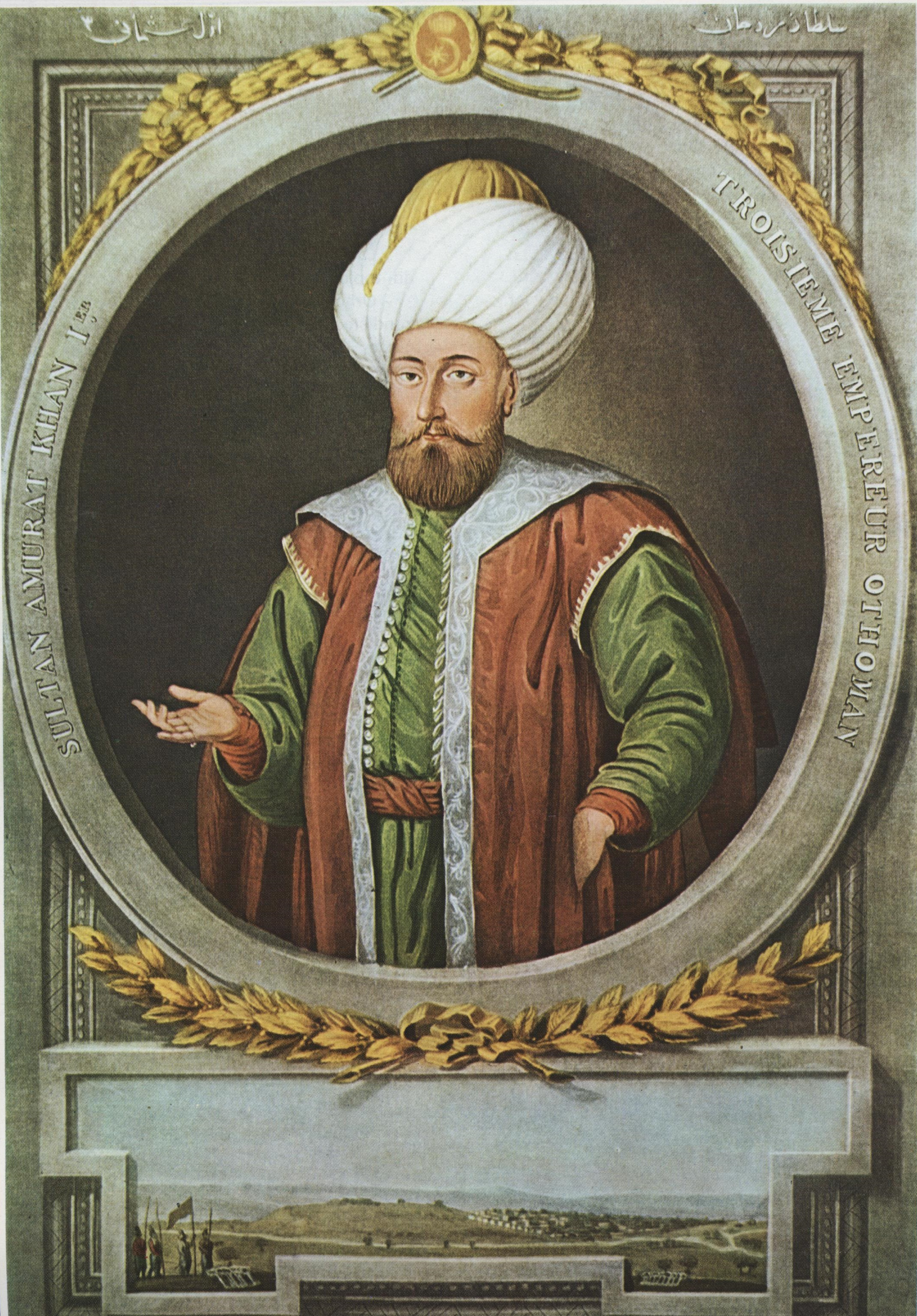
Murad I

- Murad di Sebastia, politico, militare e rivoluzionario armeno

### Variante Murat
- Murat Boz, cantante e attore turco

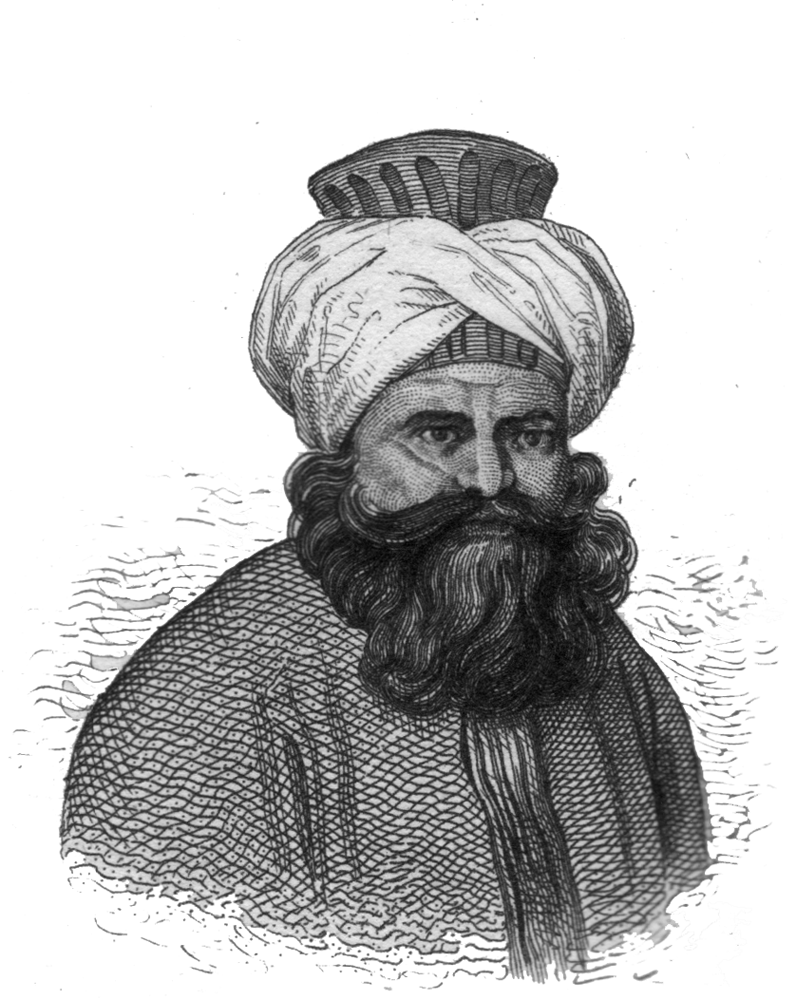
Murad Bey

- Murat Didin, cestista e allenatore di pallacanestro turco
- Murat Nasyrov, cantante russo
- Murat Niyazov, politico turkmeno
- Murat Şahin, calciatore e allenatore di calcio turco
- Murat Ülker, imprenditore turco
- Murat Yakın, allenatore di calcio e calciatore svizzero
- Murat Yıldırım, attore turco
- Murat Zjazikov, politico russo

### Altre varianti
- Marat Äbïev, imprenditore e scrittore kazako
- Mourad Bey, politico e Bey tunisino
- Mourad Boudjellal, imprenditore, dirigente sportivo e editore francese
- Mourad Meghni, calciatore francese naturalizzato algerino
- Marat Safin, allenatore di tennis, politico ed ex tennista russo